# Сирень (станция)
Сире́нь (укр. Сірень) — железнодорожная станция в Крыму.

## Описание
Расположена в посёлке Сирень в Бахчисарайском районе Крыма, остановочный пункт электричек Севастопольского направления.

## История
Открыта в 1895 году. Согласно «Памятной книжке Таврической губернии на 1900 год», на платформе Сюрень совершали одноминутную остановку Севастопольский почтовый поезд № 3 и товарно-пассажирский № 7 с вагонами I, II и III классов.
В годы гражданской войны от станции была проложена узкоколейная железная дорога Сюрень — Бешуйские Копи, в 1920-х годах имела статус полустанка.
В 1944 году через станцию «Сюрень» прошли около 100 тысяч депортируемых крымских татар. В 1952 году станция Сюрень была переименована в Сирень.